# Любословие (София)
Вижте пояснителната страница за други значения на Любословие.
„Любословие“ е списание, издавано в София в края на 1980-те години, както и онлайн списание от 2014 г.
Излиза като самиздат на Националната гимназия за древни езици и култури „Св. Константин Кирил - Философ“. Издава се непериодично, веднъж на няколко години. В списанието са включени творбите на ученици, учители или завършили възпитаници на гимназията. „Любословие“ е насочено към българската културна традиция, докато „Humanitas“ (другото списание на НГДЕК) – към класическата древност.
През 2014 г. е създадено и електронно списание със същото име. Главен редактор и издател на този дайджестен сайт с девиз „Медия за медиите“ е Андрей Велчев.